# Siegfried Stoitzner
Siegfried Stoitzner (* 3. Mai 1892 in Wien; † 1. Mai 1976 in Krems an der Donau) war ein österreichischer Maler und Verleger von Kunstpostkarten.

## Leben und Werk
Siegfried Stoitzner wurde als dritter Sohn des Malers Karl Stoitzner in Wien geboren, wo er auch die Volks- und Realschule besuchte. 1909 bis 1913 besuchte er die Akademie der bildenden Künste in Wien. Als Einjährig-Freiwilliger zog er in den Ersten Weltkrieg, aus dem er als hochdekorierter Oberleutnant heimkehrte. 1918 zog er mit seiner Familie nach Furth bei Göttweig, wo er mit seinem Bruder Otto Stoitzner, der ebenfalls Kunstmaler war, den Kunstpostkartenverlag Heimatland gründete und der Landschaftsdarstellungen der beiden Künstler vertrieb. Nach seiner Vermählung mit Albertina Stranzinger zog er nach Dürnstein, wo er ein Gasthaus betrieb. 1919 war er Gründungsmitglied des Wachauer Künstlerbundes. 1941 wurde er Mitglied der Gesellschaft bildender Künstler Wiens (Künstlerhaus).
Stoitzner trat am 1. Dezember 1928 der NSDAP bei (Mitgliedsnummer 83.189), allerdings am 1. Dezember 1930 wieder aus, bevor er am 9. Januar 1932 wieder eintrat (Mitgliedsnummer 781.279). 1934 war er als Mitglied der in Österreich illegalen NSDAP im Anhaltelager Wöllersdorf interniert. 1936 musste er die Kuenringer-Taverne in Dürnstein verkaufen und nach Rossatz übersiedeln. 1938 wurde er wieder einberufen, rüstete jedoch schon bald wieder ab und verbrachte die Kriegszeit in Bad Traunstein.
Stoitzner war 1938 und 1940 auf der Großen Deutschen Kunstausstellung in München vertreten. Dabei stellte er 1938 eine Bleistiftzeichnung des österreichischen Nazi-Führers Hans Hiedler aus. 1939 kaufte Hitler dort das Ölgemälde „Wachauer Fährmann“ für 2000 RM.
1945 wurde Stoitzner wegen seiner nationalsozialistischen Betätigung aus der Gesellschaft bildender Künstler Wiens ausgeschlossen.
Nach dem Tod seiner Gattin Albertina, mit der er zwei Söhne hatte, heiratete er die akademische Malerin Etta Katzenbeißer. 1950 wurde er zusammen mit anderen nationalsozialistisch belasteten und 1945 ausgeschlossenen Mitgliedern wieder in die Gesellschaft bildender Künstler Wiens aufgenommen.

### Familie
Siegfried Stoitzner entstammt einer Familie von Malern. Die Bekanntesten sind sein Onkel Konstantin Stoitzner, ein Landschaftsmaler, und sein Cousin Josef Stoitzner.

## Ehrungen
- 1963 Verleihung des Titels Professor
- 1971 Ehrenbürger der Stadt Dürnstein
- 1967 Martin-Johann-Schmidt-Preis der Stadt Krems
- 1961 Goldene Ehrenmedaille des Wiener Künstlerhauses
- 1976 Ehrenmitglied der Kremser Weinbruderschaft

## Werke
Das umfangreiche Werk umfasst vor allem Landschaftsbilder und Porträts. Aber auch Genrebilder und Jagdszenen. Viele Werke befassen sich mit der Wachau und dem Waldviertel.